# 泰讷利耶尔
泰讷利耶尔（法語：Thennelières，法語發音：[tɛnljɛʁ]）是法国奥布省的一个市镇，位于该省中部，属于特鲁瓦区和特鲁瓦香槟都会城市圈公共社区，其市镇面积为6.73平方公里，2022年1月1日时人口数量为336人。
泰讷利耶尔是特鲁瓦香槟都会城市圈公共社区的组成部分，位于特鲁瓦市区以东大约4公里。

## 行政
泰讷利耶尔的邮政编码为10410，INSEE市镇编码为10375。

## 地理

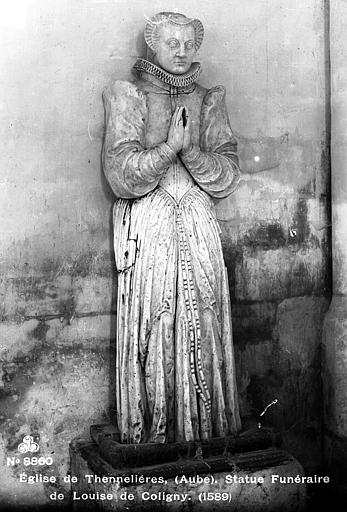
泰讷利耶尔教堂内的雕像

泰讷利耶尔（48°17'24"N, 4°10'35"E）位于法国中北部偏东，大东部大区西南部和奥布省中部。
与泰讷利耶尔接壤的市镇包括：布朗通、库尔特朗日、洛布雷塞勒、吕维尼、圣帕尔欧泰特尔、维勒谢蒂夫。
泰讷利耶尔属于塞纳河流域，境内地势平坦。
按照柯本气候分类法，泰讷利耶尔属于温带海洋性气候，全年温差较小，降水分布均匀。

## 历史
泰讷利耶尔历史上长期为一普通村落，法国大革命后设立市镇。

## 交通
法国A26号高速公路与奥布省省道D619线的交汇点位于其境内。省道D48线、D161线和D186线在泰讷利耶尔镇中心交汇。
特鲁瓦公交定制线路经过泰讷利耶尔。

## 政治
现任泰讷利耶尔市长为贝尔纳·罗布莱先生（Bernard Roblet），他是一名右翼无党派人士。

## 人口
| 年份   | 1936 | 1946 | 1954 | 1962 | 1968 | 1975 | 1982 | 1990 | 1999 | 2006 | 2007 | 2008 | 2013 | 2017 |
| ------ | ---- | ---- | ---- | ---- | ---- | ---- | ---- | ---- | ---- | ---- | ---- | ---- | ---- | ---- |
| 人口數 | 215  | 163  | 197  | 174  | 181  | 238  | 245  | 248  | 267  | 321  | 329  | 336  | 342  | 338  |